# FC Apatride UTD
FC Apatride UTD is een rootsreggae-band uit de Servische stad Belgrado. De band maakt zeer politiek geëngageerde muziek. Ze gebruiken reggae als middel om hun rebelse boodschap uit te brengen. In hun teksten bekijkt de band de wereld vanuit een marxistisch perspectief, en worden onderwerpen zoals neokolonialisme, xenofobie  en de klassenstrijd muzikaal uiteengezet. 
In de onderwerpen wordt de wereld vanuit de Balkan bekeken, en worden zaken zoals het bombarderen van voormalig Joegoslavië aan de kaak gesteld, en de ondergang van Muammar Ghadaffi.

De band tekende voor het Parijse label Makasound en bracht twee albums uit voordat ze overstapten naar het Britse label Urban Sedated Records .
De bandnaam is geïnspireerd door zowel de juridische status van Apatride, hetgeen "statenloos" maar ook "boven elke natie" betekent, gecombineerd met Unity en de liefde voor voetbal.  

## Leden
- Hockey - Drums
- Tony - Gitaar
- Gaggie - Bas
- Kheirawi - zang

## Muziek
De band beschrijft de muziek die ze maken als hardcore reggae, in de zin dat ze zich onthouden van de commerciële invloeden van popmuziek en andere populaire trends die reggae acceptabel maken voor het establishment. Ze spelen in een scherpe en zware Roots-stijl, met militante teksten. 

## discografie
LP's
- 2006 - On The Frontline Menu (Makafresh)
- 2007 - Them (Makasound/Makafresh)
- 2009 - Firing The Truth (Urban Sedated Records/Wagon Music Works)
- 2017 - Roots History Book (Urban Sedated Records)
- 2019 - Third Worldism (Earth Works Outernational)